# Банфора
Банфо́ра (фр. Banfora) — город в Буркина-Фасо.

## История
В 1903 году французские колониальные силы основали в данном районе военный пост. В 1905 году Банфора была соединена автомобильной дорогой с Бобо-Диуласо, а в 1931 году через город была построена железная дорога.

## География
Город Банфора расположен на крайнем юго-западе страны, примерно в 85 км от Бобо-Диуласо и в 450 км от Уагадугу, на высоте 303 м над уровнем моря. Входит в состав одноимённого департамента. Является главным городом провинции Комоэ и области Каскады. Лежит в районе горной цепи Банфора.

## Климат
| Показатель                    | Янв. | Фев. | Март | Апр. | Май   | Июнь  | Июль  | Авг.  | Сен.  | Окт. | Нояб. | Дек. | Год    |
| ----------------------------- | ---- | ---- | ---- | ---- | ----- | ----- | ----- | ----- | ----- | ---- | ----- | ---- | ------ |
| Средний суточный максимум, °C | 33,6 | 35,7 | 36,9 | 36,8 | 35,0  | 32,6  | 30,8  | 30,2  | 31,1  | 33,3 | 34,9  | 33,6 | 33,7   |
| Средняя температура, °C       | 25,5 | 27,8 | 29,9 | 30,7 | 29,5  | 27,6  | 26,3  | 25,9  | 26,3  | 27,5 | 27,4  | 25,5 | 27,5   |
| Средний суточный минимум, °C  | 17,3 | 19,9 | 23,0 | 24,6 | 24,0  | 22,5  | 21,9  | 21,6  | 21,5  | 21,6 | 19,9  | 17,4 | 21,3   |
| Норма осадков, мм             | 1,5  | 6,5  | 23,1 | 59,7 | 106,3 | 137,7 | 203,9 | 289,5 | 193,4 | 69,1 | 15,4  | 3,4  | 1109,5 |
| Источник: ,                   |      |      |      |      |       |       |       |       |       |      |       |      |        |

## Экономика и транспорт
Через Банфору проходит линия стратегической железной дороги, соединяющей Уагадугу с Абиджаном. Кроме того, город соединён асфальтированной автомобильной дорогой с Бобо-Диуласо и с границей Кот-д’Ивуара.
Вокруг города находятся многочисленные плантации сахарного тростника; этот район является центром сахарной индустрии Буркина Фасо. Кроме этого, в городе сосредоточены производства лекарств и эфирных масел. Близ Банфоры находится система водопадов Каскады Карфигуэла.

## Население
По данным на 2013 год численность населения города составляла 97 137 человек, что делает Банфору четвёртым крупнейшим городом страны. Численность населения в департаменте Банфора составляет 109 824 человека (по данным переписи 2006 года). В городе проживает множество различных этнических групп. Основные языки межэтнического общения населения — дьюла и французский.
Динамика численности населения города по годам:
| 1985   | 1996   | 2005   | 2006   | 2013   |
| ------ | ------ | ------ | ------ | ------ |
| 35 319 | 49 724 | 62 726 | 72 144 | 97 137 |

## Образование
В городе имеется 19 начальных школ, 2 старшие школы, 4 частных колледжа и колледж св. Терезы (фр. collège Sainte Thérèse).